# Joseph Burke (Forschungsreisender)
Joseph Burke (geboren am 12. Juni 1812 in Bristol, England; gestorben am 23. Januar 1873 in Harrisonville, Missouri, Vereinigte Staaten) war ein britisch-amerikanischer Forschungsreisender und Sammler von Tieren und Pflanzen. 

## Leben
Joseph Burke war Gärtner des 13. Earl of Derby auf dessen Anwesen Knowsley Hall. Der Earl of Stanley widmete sich neben der Politik, der Architektur und Verwaltung seines Grundbesitzes auch der Kunst und den Naturwissenschaften. Auf Knowsley Hall war eine umfangreiche naturwissenschaftliche Sammlung untergebracht, zu der auch zahlreiche lebende exotische Tiere und Pflanzen gehörten.
Mit dem Auftrag, für den Earl of Derby Pflanzen und Tiere zu sammeln, schiffte sich Burke im Dezember 1839 auf der Brigg Joanna nach Südafrika ein. Er erreichte am 16. März 1840 die Tafelbucht bei Kapstadt und verbrachte die nächsten sechs Wochen mit Vorbereitungen für eine mit dem deutschen Gärtner und Pflanzensammler Carl Ludwig Philipp Zeyher geplante Expedition unter seiner Leitung. Am 21. Mai verließ Burke das Kap Richtung Uitenhage, wo er am 14. Juli 1840 mit Zeyher zusammentraf.
Nach weiteren umfangreichen Vorbereitungen unternahmen sie von November 1840 bis Juli 1842 eine ausgedehnte Sammelreise durch das südliche Afrika, bei der sie den Oranje überquerten und bis hinter die Magaliesberge zum 24. Breitengrad nach Norden vorstießen. Während der Reise war Burke vorrangig mit dem Sammeln, von Tieren beschäftigt, während Zeyher in erster Linie das Sammeln von Pflanzen verantwortete. Dabei überwanden sie mit ihren Ochsenfuhrwerken größte Schwierigkeiten und sammelten große Mengen von Pflanzen und lebenden und toten Tieren. Im Juni 1842 waren sie wieder am Kap und Burke reiste im folgenden Monat mit einer reichhaltigen Ausbeute an Tieren und Pflanzen nach England zurück. Dort wurden insbesondere die botanischen Sammelergebnisse von der Fachwelt mit großer Anerkennung aufgenommen.
Auf die Reise nach Südafrika folgte bereits 1843 eine Sammelreise im Auftrag des Earl of Derby und des prominenten Botanikers William Jackson Hooker nach Nordamerika, namentlich in den Nordwesten und nach Kalifornien. Die Reise dauerte drei Jahre und Burke kehrte erneut mit zahlreichen Pflanzen zurück, von denen viele für die Forschung neu waren.
1848 wanderte Burke in die Vereinigten Staaten aus. In Kalifornien war er eine Zeit lang als Goldsucher tätig, später ließ er sich als Farmer in Harrisonville, Missouri nieder.

## Dedikationsnamen
- Acacia burkei Benth.
- Bauhinia burkeana Benth. ex Harv. & Sond.
- Burkea Hook.
- Cassine burkeana (Sond.) Kuntze
- Crotalaria burkeana Benth.
- Delphinium burkei Greene
- Drosera burkeana Planch.
- Elephantorrhiza burkei Benth.
- Eriosema burkei Harv.
- Ficus burkei Miq.
- Geigeria burkei Harv.
- Lasthenia burkei Greene[10]